# Logistello
Logistello è un software libero in grado di giocare ad Othello. È licenziato sotto GNU General Public License.
Creato nel 1992 da Michael Buro, nel 1997 ha sconfitto il campione mondiale di Othello, Takeshi Murakami. Nel 1998 è stato superato dal software Hannibal.